# Darnowo (województwo wielkopolskie)
Darnowo – wieś w Polsce położona w województwie wielkopolskim, w powiecie kościańskim, w gminie Kościan.

## Historia
Miejscowość pierwotnie związana była z Wielkopolską. Ma metrykę średniowieczną i istnieje co najmniej od początku XIV wieku. Wymieniona pierwszy raz w dokumencie zapisanym po łacinie z 1312 jako Darnow, 1350 Darnowo.
Miejscowość początkowo była własnością szlachecką należącą do rodu Darnowskich, którzy od nazwy wsi utworzyli swoje odmiejscowe nazwisko, a później także do Miaskowskich, Gryżyńskich, Bnińskich, Szczodrowskich. W 1445 leżała w powiecie kościańskim Korony Królestwa Polskiego. W 1510 należała do parafii Wyskoć.
Pierwsza informacja o miejscowości pojawiła się w źródłach w 1312 kiedy odnotowano świadka Wielisława z Darnowa. W 1350 wspomniany został świadek sądowy Piotr dziedzic Darnowa. W 1393 Piotr Darnowski pozwany został przez braci Staszka oraz Jana z siostrami oddalając ich pretensje do dziedziny Darnowo. W 1407 toczył w sądzie spór z Czewlejem Darnowskim o obrazę. W latach 1396–1413 Czewlej z Miaskowa tytułujacy się dwoma nazwiskami Miaskowski albo Darnowski prowadził spory o połowę Darnowa. W 1396 oddalone zostały jego pretensje do połowy wsi kiedy przegrał proces z Janem Gryżyńskim. W miejsce Czewleja w tej sprawie wszedł Wyszota z Łęgu, który miał uwolnić dla niego połowę Darnowa od roszczeń innych osób, a jeżeli tego nie uczyni, musiałby mu dać ze swego majątku równowartość wartości połowy wsi. W 1404 Wyszota z Łęgu wygrał z Janem Gryżyńskim proces o połowę Darnowa. W 1413 Czewlej Miaskowski dowodził w sporze z Baworem z Krzemieniewa, że Janusz z Jurkowa wziął czynsz 20 grzywien za zastaw Darnowa.
W 1412 bracia Pietrasz, Wojciech i Jan Bnińscy przedstawili dokumenty kupna połowy Darnowa u Jarosława i Czewleja, a nikt nie zgłosił przed sądem ziemskim prawa bliższości. W 1431 odnotowany został spór sądowy Piotra Kaliny z Darnowa, który prawdopodobnie był kmieciem z Janem plebanem z Wyskoci.
W 1445 kasztelan gnieźnieński Piotr Bniński kupił od braci Andrzeja i Wojsława Gryżyńskich m.in. dobra Opalenica, a w zamian oddał im połowę Darnowa i 6000 grzywien. W tym roku Andrzej Gryżyński zapisał swojej żonie Annie po 400 grzywien posagu oraz wiana na należnej mu z działów z bratem części dóbr Gryżyna, m.in. także na części Darnowa. W 1462, brat Andrzeja Gryżyńskiego, Wojciech Wojsław Włoszakowski dał w działach swoim bratankom: Janowi, Maciejowi, Mikołajowi i Andrzejowi Gryzyńskim dziedzicom niedzielnym z Gryżyny swoją część dóbr Gryżyna, a w tym m.in. część Darnowa. W 1465 prowadził spór sądowy z Maciejem z Darnowa i z Węglin.
W 1466 Maciej zwany Mościc otrzymał w działach rodzinnych z wspomnianymi braćmi oraz z Małgorzatą żoną Piotra z Opalenicy m.in.→ Węgliny i Darnowo oraz in. wsie. Ufundował on wraz z rodzeństwem ołtarz w kościele parafialnym w Osiecznej na mocy testamentu stryja Wojciecha Wojsława z Włoszakowic, zapisując na ten cel czynsz jednej grzywny z Darnowa. W 1467 wraz z bratem Andrzejem otrzymał od brata Jana Gryżyńskiego części po ojcu i matce we wsiach Darnowo, Racot, Węgliny oraz połowie Jezierzyc, zapisując żonie Annie po 200 grzywien posagu oraz wiana na tych wsiach. W 1469 Andrzej Gryżyński, także zwany od posiadanych majątków Dłużyńskim albo Włoszakowskim, otrzymał po śmierci bezpotomnej brata Macieja Mościca wsie Darnowo i Grotniki. W latach 1470-73 sprzedał on Darnowo z prawem odkupu za 170 grzywien Mikołajowi Baranowi z Zaparcina, a w 1473 Mikołaj Baran odstąpił swoje prawa do Darnowa Janowi Szczodrowskiemu za 100 grzywien. W 1479 tenże Andrzej Gryżyński zapisał swojej żonie Małgorzacie z domu Opalińskiej po 200 kop groszy posagu i wiana na częściach dóbr Włoszakowice, dóbr Brenno i m.in. na połowie Darnowa.
W 1485 Małgorzata, Katarzyna i Dorota, córki Stanisława Szczodrowskiego miały zapisaną sumę na Darnowie. Małgorzata Włoszakowska żona Piotra Chociszewskiego odstąpiła swemu bratu przyrodniemu Janowi Pogorzelskiemu swoje prawa do Darnowa za 43 grzywny. W 1491 Jan Pogorzelski sprzedał z prawem odkupu Janowi Rogalińskiemu 2,5 łana osiadłego w Darnowie za 40 grzywien, a Jan Rogaliński zapisał żonie Barbarze po 250 złotych węgierskich posagu i wiana na Rogalinie oraz na wspomnianą kwotę w Darnowie. W 1493 bratanice Jana Szczodrowskiego: Małgorzata wdowa po Janie Zwanowskim, Katarzyna, żona Macieja Skoraczewskiego oraz Dorota żona Marcina Strzępińskiego używały tytułu „dziedziczek” Darnowa. W 1496 Dorota Strzępińska sprzedała z prawem odkupu Róży z Jarogniewic oraz Wojciechowi Wolickiemu, jej siostrzeńcowi, 1/3 prawa bliższości do Darnowa, które otrzymała w dziale majątkowym od swych sióstr. W 1514 Anna Dłużyńska sprzedała mężowi Mikołajowi Spławskiemu swoje wsie Wyskoć i Darnowo za 1600 grzywien oraz Spytkówki i Lubosz za 500 florenów węgierskich.
Wieś odnotowały także historyczne rejestry podatkowe. W 1510 do pana Młynkowskiego nalezało 2,5 łana osiadłego, 11 łanów opuszczonych oraz karczma, która rzadko szynkowała. 1510 z 2,5 łana osiadłego płacono wiardunki dziesięcinne biskupowi poznańskiemu. W 1514 wspomniano Małgorzatę Darnowską herbu Leliwa była matką Michała Ciesielskiego kanonika poznańskiego. W 1564 Łukasz Gołutowski zapłaciła wiardunki dziesiętne z 3 łanów dornowskich należały do uposażenia stołu biskupiego. W 1563 miał miejsce pobór podatków z 3 łanów. W 1581 pobór odbył się od 5 łanów, dwóch komorników, jednego zagrodnika oraz od owczarza, który wypasał 30 owiec.
W roku 1529 Spławscy sprzedali dobra Marcinowi Gołutowskiemu wraz z Piotrowem i Racotem. Dobra te odziedziczył jego syn Łukasz, a od 1588 r. jego syn, również Łukasz. W 1614 r. majątek przejmuje syn Łukasza, Adam Gołutowski. Ich jedyna córka, Jadwiga Gołutowska ok. 1636 r. wniosła dobra w posag Stanisławowi Kostce z Szamotuł, co przejęła ich córka Joanna z Kostków Aleksandrowa Tarłowa. W 1676 r. sprzedała on majętność i wsie: Węgliny, Darnowo, Spytkówki, Lubosz, Słonin i Kurowo za 140 000 zł Dorocie z Sienna Sulmowskiej, wdowie po Krzysztofie Broniszu, matce Piotra i Jana.
Po Piotrze Broniszu, w 1719 r., dobra przejęła jego jedyna córka Dorota Janowa Radomicka, księżna Stanisławowa Jabłonowska. W 1777 r. majątek przejął jej syn książę Antoni Barnaba Jabłonowski, wojewoda poznański. Z powodu długów dobra te sprzedał księciu orańskiemu Wilhelmowi. W 1815 r. Wilhelm był koronowany na króla Niderlandów. Dobra dziedziczy jego syn Wilhelm II, a po nim jego dzieci: Wilhelm III, Wilhelm Fryderyk i Zofia Holenderska.
Wskutek II rozbioru Polski w 1793 wieś wraz z okolicą przeszła pod władanie Prus i jak cała Wielkopolska znalazła się w zaborze pruskim. W okresie Wielkiego Księstwa Poznańskiego (1815-1848) miejscowość wzmiankowana jako Darnowo należała do wsi większych w ówczesnym pruskim powiecie Kosten rejencji poznańskiej. Darnowo należało do okręgu kościańskiego tego powiatu i stanowiło część majątku Racat (niem. Razoten, dziś Racot), który należał wówczas do byłego króla Niderlandów (Wilhelma I). Według spisu urzędowego z 1837 roku Darnowo liczyło 177 mieszkańców, którzy zamieszkiwali 18 dymów (domostw).
W 1881 powierzchnia dóbr Racot z folwarkami Darnowo, Spytkówki, Betkowo, Stary i Nowy Słonin wynosiła 2459,71 ha. W 1895 r. właścicielem został książę Heinrich von Sachsen – Wiemar, a tuż po nim wielki książę Wilhelm Ernst von Sachsen - Weimar Eisenach. W końcu XIX w. na terenie wsi znajdowało się 13 domów zamieszkanych przez 99 osób. Po I wojnie światowej folwark przeszedł na własność Skarbu Państwa. W okresie międzywojennym dzierżawił go Wiktor Gółkowski.
W latach 1975–1998 miejscowość administracyjnie należała do województwa leszczyńskiego.

## Zabytki
- Zespół folwarczny – usytuowany w zachodniej części wsi po południowej stronie drogi z Racotu do Wyskoci. Składa się z podwórza folwarcznego oraz z położonych poza jego obrębem budynków mieszkalnych pracowników folwarcznych. Dziedziniec gospodarczy na rzucie prostokąta, otoczony ze wszystkich stron zabudową, z małym stawem pośrodku i większym, usytuowanym niegdyś na płd.- wsch. od podwórza, obecnie zlikwidowanym.
- Domy nr 8 i 10 – analogiczne, usytuowane w płn. pierzei podwórza, przeznaczone dla pracowników folwarcznych. Budynki powstały w końcu XVIII lub na początku XIX wieku. Murowane z cegły, parterowe z użytkowym magazynowym poddaszem, nakryte dachami naczółkowymi, pokrytymi dachówką karpiówką układaną w koronkę. Wzniesione na planie prostokąta.
- Stajnia – usytuowana w płd. pierzei, wzniesiona została w 1. poł. XIX wieku. Jest to budynek murowany z cegły, parterowy z użytkowym poddaszem, nakryty dachem naczółkowym pokrytym pierwotnie dachówką. Wzniesiony na planie prostokąta, z wnętrzem podzielonym na trzy pomieszczenia, z których środkowe pełniło prawdopodobnie funkcję szorowni.
- Stodoła – wzniesiona przypuszczalnie w końcu XVIII wieku. Murowana z cegły na podmurówce z kamienia polnego, nakryta dachem dwuspadowym pokrytym eternitem. Budynek na planie prostokąta, z dwoma klepiskami i trzema sąsiekami.
- Owczarnia – wzniesiona ok. 1880 roku, murowana z cegły, parterowa z magazynowanym poddaszem, nakryta dachem dwupołaciowym pokrytym eternitem, Obiekt postawiony na planie prostokąta z późniejszą dobudówką pośrodku elewacji zachodniej z klatką schodową w części środkowej. W przyziemieniu sklepienie krzyżowe, wsparte na dwóch rzędach żeliwnych słupów.
- Dom mieszkalny pracowników folwarcznych (obecnie nr 12) - wzniesiony przypuszczalnie na początku XX wieku, na wschód od podwórza, przeznaczony dla czterech rodzin, murowany z cegły, podpiwniczony, parterowy z mieszkalnym częściowo poddaszem, nakryty dachem naczółkowym wykończonym dachówką. Wzniesiony na planie wydłużonego prostokąta, z szerokim ryzalitem pośrodku elewacji wschodniej i zachodniej.

We wsi zachowały się zabudowania dawnego folwarku, obecnie użytkowanego przez Stadninę Koni Racot. Obejmują one budynki mieszkalne i gospodarcze z XIX i XX wieku, częściowo przebudowane. Znajduje się tu budynek gospodarczy, murowany, otynkowany, ze skromnymi elementami dekoracyjnymi z cegły ceramicznej, nakryty dachem dwuspadowym eternitem.
Na uwagę zasługują domy nr 8, 13, 21 - zbudowane w początku XX wieku, murowane, otynkowane. We wsi przy głównej drodze na murowanym otynkowanym cokole znajduje się kamienna figura Pana Jezusa. Obok kasztanowce o obwodzie ok. 80 cm i wysokości ok. 10 m. Przy polnej drodze do Spytkówek, ok. 100 m od Darnowa, znajduje się grupa 9 głazów narzutowych o obwodzie 300–400 cm, oraz kilkanaście mniejszych.